# Take
Il Take (竹? lett. "Bambù") è stato un cacciatorpediniere della Marina imperiale giapponese, terza unità della classe Matsu. Fu varato nel marzo 1944 dall'arsenale di Yokosuka.
Appartenente alla 43ª Divisione, intraprese missioni di scorta ai convogli dal Giappone a Formosa, Filippine e isole Palau; il suo servizio fu particolarmente pesante nell'arcipelago filippino, dove partecipò anche a una battaglia navale nella baia di Ormoc all'inizio di dicembre 1944: rimase danneggiato, ma riuscì ad affondare un cacciatorpediniere statunitense. Rientrato in patria, fu rimesso a nuovo e modificato, inoltre, per impiegare i siluri umani kaiten; non ne fece comunque mai uso e andò incontro a una ridotta operatività fino alla fine della seconda guerra mondiale. Ceduto al Regno Unito nel 1947, fu demolito già l'anno seguente.

## Caratteristiche
Il Take presentava una lunghezza fuori tutto di 100 metri, una larghezza massima di 9,35 metri e un pescaggio di 3,30 metri; il dislocamento a pieno carico ammontava a 1 676 tonnellate. L'apparato motore era formato da due caldaie Kampon, due turbine a ingranaggi a vapore Kampon, due alberi motore con elica: erano erogati 19 000 shp, sufficienti per una velocità massima di 27,75 nodi (52,73 km/h); l'autonomia massima era di 4 680 miglia nautiche a 16 nodi (circa 8 600 chilometri a 30,4 km/h). L'armamento era articolato su tre cannoni Type 89 da 127 mm L/40 in due affusti pressoché scoperti; quattro tubi lanciasiluri da 610 mm raggruppati in un impianto Type 92 e senza ricarica; venti cannoni automatici Type 96 da 25 mm L/60 e due lanciatori Type 94 per bombe di profondità (36 a bordo). Infine erano stati forniti un sonar Type 93 e un radar Type 22. All'entrata in servizio l'equipaggio era formato da 210 uomini.

## Servizio operativo

### Costruzione
Il cacciatorpediniere Take fu ordinato nell'anno fiscale edito dal governo giapponese nel 1944. La sua chiglia fu impostata nel cantiere navale dell'arsenale di Yokosuka il 25 ottobre 1943 (per un'altra fonte, invece, il 15 ottobre) e il varo avvenne il 28 marzo 1944; fu completato il 16 giugno seguente e il comando fu affidato al capitano di corvetta Hirokuni Tanaka. Fu immediatamente assegnato all'11ª Squadriglia cacciatorpediniere, dipendente dalla Flotta Combinata e demandata all'addestramento delle nuove unità in tempo di guerra.

### 1944
Il 15 luglio fu ufficialmente inserito nell'organico della 43ª Divisione cacciatorpediniere con i gemelli Matsu, Momo e Ume; il 20 agosto il reparto, privato del Matsu perduto in combattimento un paio di settimane prima, passò agli ordini della 31ª Squadriglia di scorta, a sua volta parte della 5ª Flotta, ma già da luglio era coinvolto in regolari missioni di difesa al traffico navale da e per il Giappone. Il Take operò fino alle isole Palau e, da settembre, fu stanziato a Manila per contribuire alle frequenti operazioni navali nelle Filippine. Il 4 ottobre lasciò la città inquadrato nella scorta del convoglio Mami-11, che arrivò indenne a Miri il 14; tornò subito a Manila dove fu inserito nello schermo difensivo del convoglio Mata 30, diretto a Takao nella colonia di Formosa; nel corso della traversata, iniziata il 20, il Take e il cacciatorpediniere Harukaze collaborarono nell'affondamento tramite cariche di profondità del sommergibile USS Shark: un mercantile cadde comunque vittima dei siluri del battello e il Take, raccolti 347 naufraghi, li fece scendere a Takao il 26. Rientrò a Manila il 30, dove due giorni dopo il comandante Tanaka fu rimpiazzato dal capitano di corvetta Tsuyoshi Unaki. Egli guidò la nave durante la partecipazione all'operazione TA, l'invio di importanti convogli da Manila a Ormoc, sull'isola di Leyte, per alimentare la resistenza della locale guarnigione alle divisioni statunitensi: tra il 9 e l'11 novembre protesse per un tratto il convoglio numero 3, prima di essere rilevato da altri cacciatorpediniere; tra il 24 e il 26 novembre difese il convoglio numero 5, subì danni superficiali durante gli attacchi aerei americani e si prodigò nel salvataggio dei superstiti di due trasporti colati a picco, che riportò a Manila.
Nel primo pomeriggio del 1º dicembre il Take fu scelto per formare con il Kuwa la scorta al terzo scaglione del convoglio numero 7 (costituito da tre trasporti veloci). La missione iniziò alle 18:00 e le cinque navi arrivarono nella baia di Ormoc nella notte del 2, senza essere state attaccate dal cielo: il Take rimase vicino ai trasporti, intenti nel rapido scarico, e per accogliere a bordo i superstiti di precedenti convogli distrutti in zona; il Kuwa si portò invece nella parte meridionale dell'ampia baia a bassa velocità, per non formare baffi di schiuma, ma qui fu sorpreso dall'arrivo della 120ª Divisione cacciatorpediniere della United States Navy (USS Allen M. Sumner, USS Moale, USS Cooper). Le prime salve, indirizzate ai trasporti vicino alla riva, colsero alla sprovvista i giapponesi, ben più preoccupati di raid aerei notturni, e il Kuwa sostenne da solo la prima parte dello scontro, subendo danni ingenti. Il Take approfittò della situazione e poté avvicinarsi senza essere subito avvistato; rilasciò alcuni siluri e molto probabilmente uno fece centro sul Cooper che si spezzò in due e colò a picco. Ne seguì un disordinato scambio di colpi, dopodiché gli americani ripiegarono attorno alle 01:45. Il Take era stato raggiunto da alcuni proietti da 127 mm che avevano danneggiato un gruppo caldaia-turbina e, con la nave inclinata, il capitano Tanaka decise di ripiegare senza osare fermarsi per soccorrere i naufraghi del Kuwa nel frattempo affondato: trasmise comunque un messaggio ai comandi a terra avvisandoli della situazione. L'unità riuscì a riguadagnare Manila, fu rimessa in condizioni di operare e fu aggregata al servizio di scorta per un convoglio che fece tappa a Formosa, prima di fermarsi a Kitakyūshū a fine dicembre.

### 1945 e destino finale
Il Take fu subito inviato in un cantiere navale per le opportune riparazioni e il personale ne approfittò per aggiungere cinque cannoni Type 96 da 25 mm su affusto singolo; sull'albero di maestra tripode, inoltre, fu assicurato un radar Type 13 per la ricerca aerea e la scorta di bombe di profondità fu aumentata a sessanta. L'unità, sempre nel 1945, ebbe la poppa modificata per accogliere due rampe di lancio per conservare e rilasciare due kaiten, unico esemplare classe Matsu così alterato.
La nave fece base nel bacino del Mare interno di Seto fino alla conclusione delle ostilità con gli Alleati della seconda guerra mondiale, impegnato in ridotta attività di vigilanza al traffico navale e di pattugliamento a causa della scarsità di carburante. Il 5 febbraio 1945 la 31ª Squadriglia di scorta e le divisioni dipendenti passarono agli ordini diretti della Flotta Combinata, stante lo scioglimento della 5ª Flotta; il 15 marzo il Take e i gregari furono riassegnati alla depauperata 2ª Flotta, ma non ebbero alcuna importante partecipazione alla disperata operazione Ten-Go che, il 7 aprile, si concluse con gravi perdite e la successiva disattivazione della formazione: la squadriglia tornò così agli ordini della Flotta Combinata. Il Take si trovava a Maizuru quando fu annunciata la capitolazione giapponese e fu consegnato dall'equipaggio alle autorità d'occupazione statunitensi in un momento imprecisato tra agosto e settembre. Il 25 ottobre 1945 fu depennato dai registri della Marina imperiale, quindi fu privato di ogni dotazione offensiva e riadattato per partecipare alla colossale opera di rimpatrio di militari e civili giapponesi, sparpagliati in Asia orientale: fu destinato a tale compito già a poche settimane dalla conclusione della guerra, che ebbe però una formale sanzione soltanto il 1º dicembre, con la formazione del 2º ministero per la Smobilitazione che (pur con la supervisione americana) ebbe sotto di sé la responsabilità della buona riuscita dell'operazione.
Nel frattempo le potenze vincitrici decisero il destino del cacciatorpediniere e dell'altro naviglio giapponese catturato; la spartizione avvenne nel corso di quattro incontri al quartier generale dello SCAP: durante la prima riunione, del 28 giugno 1947, il Take fu assegnato al Regno Unito in conto di riparazione di guerra. La cessione divenne effettiva il 16 luglio seguente e la nave fu indirizzata con un equipaggio misto alla base navale di Singapore, da dove i giapponesi furono riportati in patria. Ben presto sorse un problema di affollamento di ex unità nipponiche e, in agosto, il British Iron & Steel Board fece presente a Londra che in Estremo Oriente non sembravano esserci le strutture adeguate per demolirle e smantirle (la Royal Navy, infatti, non aveva alcun interesse a mantenerle in servizio). Fu quindi valutata la possibilità di spostare l'eterogenea flottiglia in Gran Bretagna e procedere alla demolizione, oppure di smantellare le navi in Giappone e importare i rottami ma, alla fine, le attività furono eseguite proprio a Singapore: il Take fu disassemblato in città durante il 1948.